# Rio Hartanu
O Rio Hartanu é um rio da Romênia, afluente do Amaradia, localizado no distrito de Gorj.